# Beringzeewolf
De Beringzeewolf of Anarhichas orientalis is een vertegenwoordiger van het vissengeslacht Anarhichas. De soort komt alleen voor in het noordelijk deel van de Grote Oceaan.
A. orientalis kan een lengte van 112 cm bereiken en een gewicht van 15 kg (mogelijk ook meer). De vis is donkerbruin gemarmerd. De staartvin is afgerond en raakt bijna aan zowel de rugvin en de buikvin. In de bovenkaak zitten vier paar tanden. Het gebit is minder groot als bij de Atlantische soorten.
Net als bij de andere zeewolfsoorten bestaat het voedsel uit slakken (bijvoorbeeld de wulk, Buccinum undatum), schelpen (bijvoorbeeld Mya), krabben, zee-egels (bijvoorbeeld Strongylocentrotus), zeesterren en soms vis.
De vis paait in oktober en november en bewaakt zijn eieren. Op deze vis bestaat alleen een kleinschalige, ambachtelijke visserij door de Inuit van Alaska en Noord-Canada. Over de ecologie en de verspreiding van deze zeewolf in deze noordelijke gebieden is nog veel onbekend.